# Bally (Howrah)
Bally (o Bali) è una suddivisione dell'India, classificata come municipality, di 261.575 abitanti, situata nel distretto di Howrah, nello stato federato del Bengala Occidentale. In base al numero di abitanti la città rientra nella classe I (da 100.000 persone in su).

## Geografia fisica
La città è situata a 22° 38' 46 N e 88° 20' 25 E e ha un'altitudine di 14 m s.l.m..

## Società

### Evoluzione demografica
Al censimento del 2001 la popolazione di Bally assommava a 261.575 persone, delle quali 149.810 maschi e 111.765 femmine. I bambini di età inferiore o uguale ai sei anni assommavano a 21.869, dei quali 11.197 maschi e 10.672 femmine. Infine, coloro che erano in grado di saper almeno leggere e scrivere erano 198.807, dei quali 116.591 maschi e 82.216 femmine.